# George Marcus

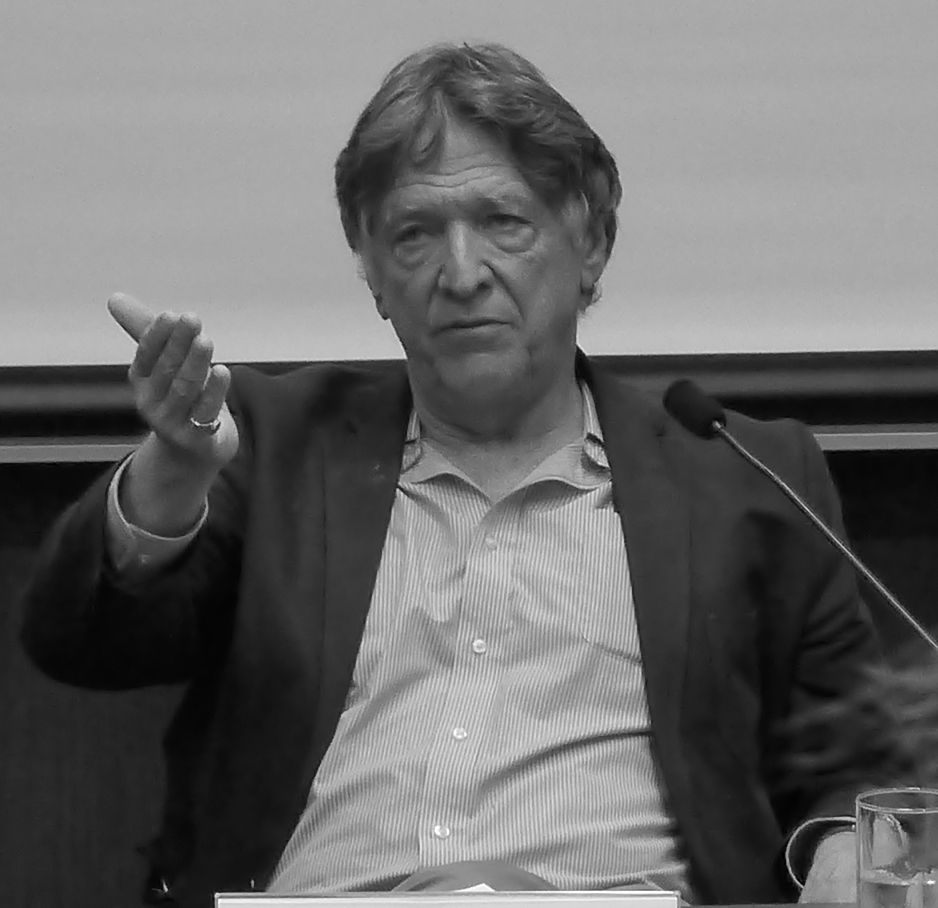
George Marcus (2014)

George E. Marcus (* 1946 in Brownsville, Pennsylvania) ist ein US-amerikanischer Anthropologe und Hochschullehrer.

## Biografie
Nach dem Schulbesuch studierte er Anthropologie an der Yale University sowie Harvard University und wurde 1980 zunächst Außerordentlicher Professor (Associate Professor) für Anthropologie an der Rice University in Houston. 1986 nahm er dort den Ruf als Professor an. Zugleich war er zwischen 1986 und 1991 Herausgeber der Fachzeitschrift Cultural Anthropology.
Sein bis heute einflussreichstes Werk ist Writing Culture: The Poetics and Politics in Ethnography, das er zusammen mit James Clifford herausgab und in dem er postmoderne Bedenken in Bezug auf ethnographische Autoritäten äußerte und er die Probleme kultureller Repräsentation in der zeitgenössischen Welt aufwirft.
Weitere Veröffentlichungen zu diesem und anderen Themen waren:
- Anthropology as Cultural Critique, Co-Autor Michael M. J. Fischer (1986)[2]
- Rereading Cultural Anthropology (1992)
- Lives in Trust: The Fortunes of Dynastic Families in Late Twentieth Century America (Institutional Structures of Feeling), Co-Autor Peter Dobkin Hall, ISBN 978-0-8133-0467-0 (1992)
- Ethnography through Thick and Thin, ISBN 978-0-691-00253-8 (1998)
- Affective Intelligence and Political Judgment, Co-Autoren W. Russell Neuman und Michael MacKuen, ISBN 978-0-226-50469-8 (2000)
- The sentimental citizen. Emotion in democratic politics, (2003)[3][4]
- Ocasião: The Marquis and the Anthropologist, A Collaboration, Co-Autor Fernando Mascarenhas, ISBN 0-7591-0777-7, 2005[5]